# Baianada
 (décembre 2022).
Si vous disposez d'ouvrages ou d'articles de référence ou si vous connaissez des sites web de qualité traitant du thème abordé ici, merci de compléter l'article en donnant les références utiles à sa vérifiabilité et en les liant à la section « Notes et références ».
La Baianada ("fourberie, coup bas" en portugais) est un mouvement déséquilibrant de capoeira semblable à la boca de calça, mais qui s'effectue de dos. Elle consiste à tourner le dos à l'adversaire et à le saisir par les chevilles ou les pans du pantalon, pour ensuite le tirer vivement entre les jambes.
On peut le saisir comme on veut mais il est conseillé de l'attraper en croisant les mains (la main droite prend son pied gauche et la main gauche son pied droit) de manière à se protéger d'un éventuel coup de pied.